# Virgilio
Virgilio é uma comuna italiana da região da Lombardia, província de Mântua, com cerca de 10023 habitantes. Estende-se por uma área de 31.27 km², tendo uma densidade populacional de 323 hab/km². Faz fronteira com Bagnolo San Vito, Borgoforte, Curtatone, Mantova.
Segundo a lenda, a vila de Andes (Pietole Vecchia), a uma curta distância do centro de Pietole na moderna Virgilio, é o local de nascimento do poeta romano Virgílio (70 a.C. - 19 a.C.), autor das obras Éclogas (ou Bucólicas), Geórgicas, e Eneida.